# 베티 헤밍스
엘리자베스 "베티" 헤밍스(Elizabeth "Betty" Hemings, 1735년?-1807년)는 1761년에 버지니아의 농장주 존 웨일스의 정부(情婦)가 된 물라토 노예였다. 웨일스는 세 번 홀아비가 되었는데, 12년 동안 베티와의 사이에서 6명의 자식을 두었다. 웨일스의 사망 이후 헤밍스 가족과 100명이 넘는 노예들은 유산의 일부분으로 딸 마사 웨일스 스켈턴 제퍼슨과 사위 토머스 제퍼슨에게 상속되었다.

최종적으로 75명 이상의 베티의 자식, 손주, 증손들이 노예로 태어나 몬티첼로의 농장에서 일했다. 이들은 숙련된 요리사, 집사,침모, 방직공, 목공, 대장장이, 정원사, 연주자가 되었다. 그 밖의 헤밍스 일원들은 제퍼슨이 자신의 누이와 딸들에게 결혼 선물로 줬기 때문에 다른 버지니아 농장에 살게 되었다.
베티의 장녀 메리 헤밍스는 부유한 상인 토머스 벨의 내연의 처가 되었다. 벨은 메리와 메리에게서 낳은 두 자식들을 1792년에 사서 비공식적으로 자유를 주었다. 메리는 남북 전쟁 전 자유를 얻은 첫 헤밍스 일원이었다. 베티의 딸 샐리 헤밍스는 40년 동안 토머스 제퍼슨과의 내연 관계로 6명의 자식들을 낳았다는 것이 대부분의 역사학자들에 의해 거의 사실로 받아들여지고 있다. 제퍼슨은 살아 남은 자식들 4명을 성년이 되었을 때 모두 풀어주었는데 그 중 두 명(매디슨, 이스턴)은 그의 유언에 의해 자유가 되었다.

## 생애
베티 헤밍스 후손들의 구전 역사에 따르면, 베티는 버지니아의 순혈의 흑인 노예 여성 수잔나 엡스와 무역선의 선장인 영국인 존 헤밍스의 물라토 딸이라고 한다. 매디슨 헤밍스는 자신의 회고록에서 선장의 성이 헤밍스라고 언급했다. 구전에서는 헤밍스 선장이 자신의 딸이 태어났다는 걸 알고서 베티를 사려 시도했다고 한다. 베티의 출신지는 확실하지 않다.(매디슨 헤밍스는 그곳이 윌리엄스버그라고 말한다), 하지만 1746년까지 베티는 버뮤다 헌드레드 농장의 프랜시스 엡스 4세의 재산인 것으로 기록되어 있다.

베티의 손자인 매디슨 헤밍스는 베티가 "존 웨일스"의 재산으로서 태어났다고 적었다.(그가 베티의 어머니를 소유했다는 뜻이다) 가문에서는 헤밍스 선장이 딸을 납치하려고 계획했지만 웨일스는 이에 대해 조치를 취했다고 전한다. 웨일스가 프란시스 엡스에게 베티를 팔고, 나중에 엡스의 딸 마사와 결혼했을 때 그녀에 대한 소유권을 회복했거나 손자 매디슨이 연대순의 일부를 혼동했던 것일지도 모른다.

1746년, 존 웨일스가 프랜시스 엡스 4세의 딸인 마사 엡스와 결혼한 후, 마사의 아버지는 베티가 항상 마사와 그녀의 상속인들의 소유라는 조건을 달고, 딸의 결혼 정착의 일환으로 베티와 그녀의 어머니를 부부에게 주었다. 베티는 웨일스의 농장들 중 한 곳에서 하인으로 양성되었다.

베티의 주인인 존 웨일스는 세 번이나 홀아비가 되었다. 1761년, 셋째 부인이 죽자 웨일스는 베티 헤밍스를 정부로 두었다. 베티의 후손들과 다른 자료들에 따르면, 그녀는 웨일스와의 사이에서 6명의 자식을 낳았다. 이 6명의 자식들은 웨일스의 장녀 마사 웨일스 스켈턴 제퍼슨의 이복 남매였다. 역사학자 필립 D.모르건과 조슈아 R.로스먼은 앨버말 카운티와 버지니아에, 웨일스-헤밍스-제퍼슨 가문 내에서 종종 많은 세대가 그 패턴을 반복하는 그런 식의 이인종간의 관계가 많았다고 적었다.

1773년에 웨일스가 죽고 나서 11명의 헤밍스 가족 일원들과 다른 124명의 노예들은 마사 웨일스와 남편 토머스 제퍼슨에게 상속되었다. 제퍼슨 가는 헤밍스의 아이들을 숙련된 장인과 하인으로 양성했고, 농장 내에서 특권을 가진 위치를 주었다. 어떤 헤밍스 가의 일원도 들판에서 일하지 않았다.
삶의 마지막 10년 동안, 베티 헤밍스는 1795년에서 1807년 사이 몬티첼로에 자기만의 오두막집을 가지고 있었다. 그녀는 농작물을 재배하여 제퍼슨 가족에게 팔았다. 이전 오두막집의 위치는 고고학 발굴 현장으로서 조사되고 있다. 이 조사는 몬티첼로에서 노예가 된 아프리카계 미국인들의 일상 생활이 어떠했는지에 대한 새로운 정보를 알아낼 것으로 기대되고 있다.

## 존 웨일스와의 관계
역사학자들은 베티 헤밍스와 존 웨일스 사이에 자식들이 있었다는 이야기를 받아들이는 분위기이다. 그녀의 마지막 여섯 명의 자식들은 다수의 백인 혈통을 지닌 복합 인종이었다. 노예 소유주와 노예 간의 많은 관계들은 흔히 있는 일이지만 문서적 증거는 미미하다. 베티는 둘 간의 관계를 암시한 것으로 보이는 존 웨일스의 유언에 언급되었다. 하지만, 존 웨일스와 마사 엡스의 혼인계약서에서 베티와 그녀의 어머니, 그리고 후손들은 마사, 그녀의 상속자들과 영원히 함께 해야한다고 명시되었다. 동시대의 이야기에 따르면 샐리를 포함한 베티의 자식들 몇몇은 거의 백인에 가까운 용모를 하고 있었다. 19세기 최초 10년간의 사적인 편지들이 또 다른 증거로 발견되었다.

몬티첼로의 노예 공동체는 그 관계를 잘 알고 있었다. 1873년, 몬티첼로의 전 노예였던 매디슨 헤밍스, 이스라엘 제퍼슨은 웨일스가 샐리 헤밍스와 다른 자식들의 아버지였다고 말한 신문 인터뷰를 실었다.

## 가족
- 부친 : 존 헤밍스 (John Hemings) : 영국인 무역선 선장
- 모친 : 수잔나 엡스 (Susannah Eppes) : 버지니아의 순혈 흑인 노예
- 자녀 (12명)

- 노예 (신원 미상) (4명)

1. 메리 헤밍스 벨 (Mary Hemings Bell, 1753 - 1834+) : 침모로 알려졌다. 메리는 부유한 상인 토머스 벨 (Thomas Bell)에게 고용되었고 1792년 벨이 그녀를 사들였다. 이들은 사실혼 관계를 가지고 두 아이를 낳았다. 그는 비공식적으로 메리와 두 자식들을 자유롭게 해줬고 그들에게 샬러츠빌에 있는 자신의 재산을 양도했다. 제퍼슨은 메리가 이전에 낳았던 아이들을 몬티첼로의 노예로 두었다.
2. 마틴 헤밍스 (Martin Hemings, 1755 - 1794+) : 몬티첼로에서 집사가 되었다.
3. 베티 브라운 (Betty Brown, 1759 - 1831+) : 이전에 마사 웨일스 스켈턴 (Martha Wayles Skelton)의 몸종이었고, 베티는 마사가 제퍼슨과 결혼한 직후 몬티첼로로 올 때 동행했다. 그녀는 제퍼슨이 버지니아 주지사를 맡게 되었을 때 윌리엄스버그와 리치먼드로 데리고 간 가정부 노예 중 한 명이었다. 1781년, 영국 군대가 리치먼드를 침략했을 동안 베티와 언니 메리 헤밍스는 전쟁 포로가 되었다. 베티의 두 아들 워믈리 휴즈 (Wormley Hughes, 1781 - 1858)와 버웰 콜버트 (Burwell Colbert, 1783 - 1862?)는 성인이 되었을 때 제퍼슨을 모셨다. 콜버트는 10년 동안 제퍼슨의 집사와 개인 시중으로 일했다. 1826년에 제퍼슨의 유언으로 자유가 되었다.
4. 낸스 헤밍스 (Nance Hemings, 1761 - 1827+) : 1785년, 제퍼슨이 자신의 여동생에게 결혼 선물로 줬다. 낸스는 숙련된 방직공이었기 때문에 10년이 지난 후 그녀를 다시 사들였고 몬티첼로에서 면직 공장을 시작했다.
- 존 웨일스 (John Wayles, 1715년 1월 31일 - 1773년 5월 28일) (6명)

1. 로버트 헤밍스 (Robert Hemings, 1762 - 1819) : 1794년에 제퍼슨으로부터 자유를 샀다.
2. 제임스 헤밍스 (James Hemings, 1765 - 1801) : 요리사의 자리를 대신 맡기기 위해 동생 피터를 3년 동안 교육시킨 후 1796년에 제퍼슨에 의해서 자유를 얻었다. 1801년에 자살했다.
3. 테니아 헤밍스 (Thenia Hemings, 1767 - 1795)
4. 크리타 헤밍스 볼스 (Critta Hemings Bowles, 1769 - 1850) : 자유 흑인인 재커라이어 볼스 (Zachariah Bowles)와 결혼했다. 1827년, 제퍼슨의 죽음 이후 많은 노예들이 팔려나갔다. 크리타는 프랜시스 웨일스 엡스 7세 (Francis Wayles Eppes VII)가 그녀를 사들여서 자유를 주었다. 크리타는 어릴 적의 그를 유모로서 돌봐준 적이 있었다.(프랜시스 엡스의 어머니는 제퍼슨의 둘째 딸인 마리아 제퍼슨 엡스 (Maria Jefferson Eppes)였다.)
5. 피터 헤밍스 (Peter Hemings, 1770 - 1834+) : 형 제임스에게 교육을 받은 이후 제퍼슨의 요리사가 되었다.
6. 샐리 헤밍스 (Sally Hemings, 1773? - 1835) : 대략 1789년부터 제퍼슨의 정부가 된 것으로 여겨진다. 그와의 사이에서 6명의 자식을 낳았고 그 중 4명은 살아남아 자유를 얻었다. 샐리는 1826년 그가 사망했을 때까지 함께했고 그 후 제퍼슨의 딸 마사 제퍼슨 랜돌프 (Marha Jefferson Randolph)에 의해 비공식적으로 자유를 얻었다.
- 그 외 (몬티첼로에서 낳은 자녀들) (2명)

1. 존 헤밍스 (John Hemings, 1776 - 1833) : 아버지는 몬티첼로에서 일했던 아일랜드인 노동자 조셉 닐슨 (Joseph Neilson)이다. 그는 숙련된 철공으로서 10년간 노역을 한 뒤, 제퍼슨의 유언으로 자유를 얻었다.
2. 루시 헤밍스 (Lucy Hemings, 1777 - 1786) : 아버지는 노예로 추정된다.

## 후손
- 딸 샐리 헤밍스

- 매디슨 헤밍스 : 그의 증손자 프레더릭 메디슨 로버츠는 캘리포니아의 정치인이었다.
- 이스턴 헤밍스 제퍼슨 : 그의 아들 존 웨일스 제퍼슨은 남북 전쟁에서 대령이었으며 부유한 목화중개인이었다. 증손자 월터 비벌리 피어슨 (Walter Beverly Pearson)은 기업가였다. 존 윅스 제퍼슨 (John Weeks Jefferson)은 1998년 유전자 검사에서 제퍼슨 가의 남계와 DNA가 일치한 후손이다.

- 딸 메리 헤밍스

- 조셉 포셋 (Joseph Fossett) : 그의 손자 제임스 먼로 트로터 (James Monroe Trotter)는 워싱턴 D.C.의 '레코더 오브 디즈(Recorder of Deeds)'였다. 증손자 윌리엄 먼로 트로터 (William Monroe Trotter)는 신문 편집자였으며 20세기 초 평등권의 대변자로 명성이 높았다.

- 딸 베티 브라운

- 워믈리 휴즈 (Wormley Hughes) : 파운틴 휴즈 (Fountain Hughes)는 몬티첼로에서 제퍼슨을 위해 일했던 베티의 손자들 중 한 명인 워믈리 휴즈의 후손이었다. 1949년 메릴랜드 발티모어에 살던 101세 파운틴 휴즈는 전 노예였던 한 사람을 인터뷰한 최후의 기록을 제공했다. 이 기록은 세계전자도서관과 의회 도서관의 미국 민중 생활 연구센터에서 이용 가능하다.

## 문화 속의 베티 헤밍스
- 다이안 캐롤 (Diahann Carroll) - 2000년 TV 영화 <<샐리 헤밍스: 아메리칸 스캔들>>

## 더 읽을 거리
- Lucia Stanton, Preface by David Brion Davis, Free Some Day: The African-American Families of Monticello, Monticello Monograph Series, Charlottesville, VA: Thomas Jefferson Foundation, 2000
- Annette Gordon-Reed, "The Hemingses of Monticello: An American Family", New York: W.W. Norton & Company, 2008
- Lucia Stanton, ""Those Who Labor for My Happiness": Slavery at Thomas Jefferson's Monticello (Jeffersonian America)", University of Virginia Press, 2012

## 같이 보기
- 샐리 헤밍스
- 매디슨 헤밍스
- 이스턴 헤밍스